# Jiří Lipták
Jiří Lipták (ur. 30 marca 1982 w Brnie) – czeski strzelec sportowy specjalizujący się w trapie, mistrz olimpijski.

## Życiorys
Urodził się 30 marca 1982 roku w Brnie. W 2012 roku reprezentował Czechy na Letnich Igrzyskach Olimpijskich 2012, gdzie w konkurencji trapu mężczyzn zajął 18. miejsce.
W 2021 roku wziął udział w Letnich Igrzyskach Olimpijskich 2020 w Tokio, gdzie ponownie wystartował w konkurencji trapu, w której zdobył tytuł mistrza olimpijskiego. W tej samej konkurencji srebro zdobył jego rodak, David Kostelecký.
Ma syna Daniela.